# Cheilosia hercyniae
Cheilosia hercyniae es una especie de sírfido. Se distribuyen por Europa.